# Anhydrit
Anhydrit (Werner, 1803), chemický vzorec CaSO4 (síran vápenatý), je kosočtverečný minerál.

Název pochází z řeckého anhydros – bezvodý, neboť na rozdíl od sádrovce neobsahuje vodu.

## Původ
Přírodní výskyt je v převážné většině sedimentárního původu, patří mezi tzv. evapority (stejně jako sádrovec, halit, sylvín a další). Hydrotermální – tvoří hlušinu v rudních žilách, postvulkanický – z vulkanických plynů (fumaroly) i magmatický.
Syntetická výroba anhydritu je převážně z vápenné propírky spalin tepelných elektráren a jako vedlejší produkt výroby kyseliny fluorovodíkové (výroba teflonu).

## Morfologie
Tvoří krystaly, vláknité, kuličkovité, jemně zrnité až celistvé agregáty, pseudomorfózy. Krystaly mají tvar prizmatických tabulek (plochy jsou rýhované), dvojčatí.

## Vlastnosti
- Fyzikální vlastnosti: Tvrdost 3,5, křehký, hustota 2,98 g/cm³, štěpnost výborná podle {010} a {100}, dobrá podle {001}, lom lasturnatý.
- Optické vlastnosti: Barva: bílá, namodralá, šedá, červenavá nebo fialová. Lesk skelný až perleťový, průhlednost: průsvitný, vryp bílý.
- Chemické vlastnosti: Složení: Ca 29,44 %, S 23,55 %, O 47,01 %. Slabě rozpustný v HCl, H2SO4 a ve vodě. Před dmuchavkou se taví na bílý email, plamen barví červenožlutě.

## Podobné minerály
sádrovec, kryolit, kalcit, baryt

## Využití
Ve stavebnictví jako přísada do cementů a k výrobě anhydritového pojiva vhodného do vnitřních omítek. Díky své objemové stabilitě je anhydrit optimální pojivo k výrobě anhydritových podlahových potěrů. Má uplatnění jako základ pro samonivelační lité podlahy. Oproti betonové podlaze má výhodu v lepším samonivelačním účinku, lépe vede teplo (podlahové topení), je možné vytvářet větší plochy bez dilatací a není nutné používat na její zpevnění kari sítě. Mezi nevýhody patří silná reakce s kovy (koroze), proto není možné použít ocelové kari sítě ani kovové trubky pro podlahové topení. Další nevýhoda je nutnost ochrany anhydritu před vlhkem (koupelny, bazény).
Může být použit i k výrobě kyseliny sírové, nebo jako hnojivo. Namodralý anhydrit se leští jako náhražka mramoru v Itálii.
Výrobky z modrého anhydritu se prodávají jako kamenná bižuterie pod zavádějícím názvem angelit.

## Naleziště
Hojný minerál.
- Slovensko – Novoveská Huta, Bohúňovo
- Německo – Stassfurt, okolí Hannoveru
- Polsko – Wieliczka, Bochnia
- Itálie – Vulpino v Lombardii
- a další.